# Christopher Rich (directeur de théâtre)
Pour l’article homonyme, voir Christopher Rich.
Christopher Rich (1657-1714) est un avocat et un directeur de théâtre de Londres de la fin du XVIIe siècle et du début du XVIIIe. Il est le père de l'important metteur en scène John Rich. 
Christopher Rich dirige l'United Company, la compagnie théâtrale qui détenait le monopole du théâtre à Londres à partir de 1693, lorsque les deux compagnies existantes, la King's Company et la Duke's Company fusionnent. Il utilise des méthodes tellement despotiques, que les acteurs les plus expérimentés, tels que Thomas Betterton, Elizabeth Barry et Anne Bracegirdle finirent par se rebeller et forment une nouvelle compagnie théâtrale coopérative en 1695.